# KamAZ-53501
Der KamAZ-53501 (russisch КамАЗ-53501), auch als „Mustang“ (russisch Мустанг) bezeichnet, ist ein schwerer allradgetriebener Lastwagen aus der Produktion des KAMAZ-Werks in Nabereschnyje Tschelny. Das Fahrzeug wird seit 2003 in Serie gebaut und ist auch für militärische Anwendungen konzipiert. Der Lastwagen ist eine Version des KamAZ-5350 mit vergrößerter Nutzlast.
Neben dem KamAZ-53501 mit drei Achsen existieren in der zweiten Generation der Fahrzeugfamilie auch der KamAZ-63501 mit vier und der KamAZ-43501 mit zwei Achsen.

## Fahrzeugbeschreibung

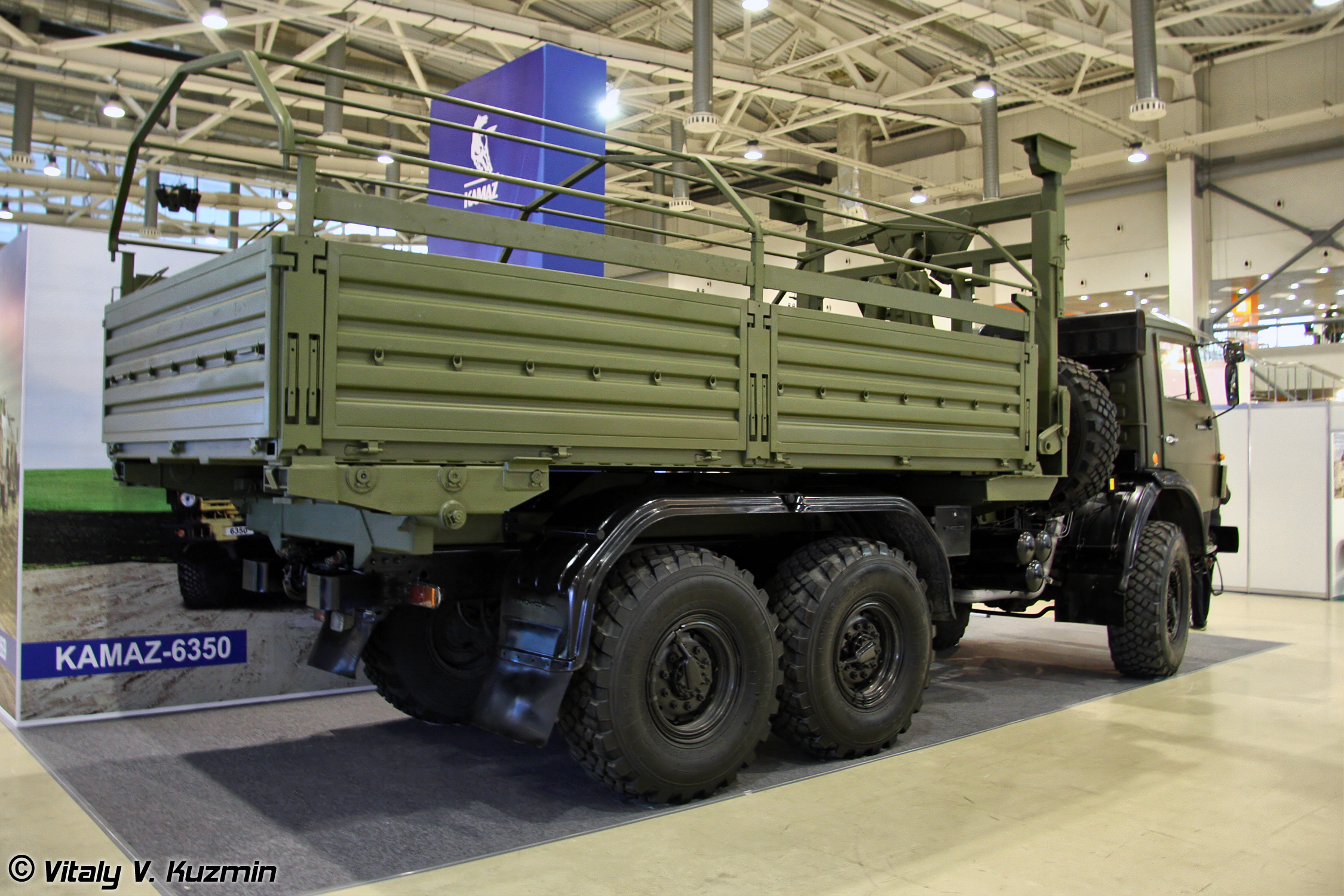
Heckansicht eines KamAZ-53501 mit absetzbarem Aufbau auf einer Messe (2011)

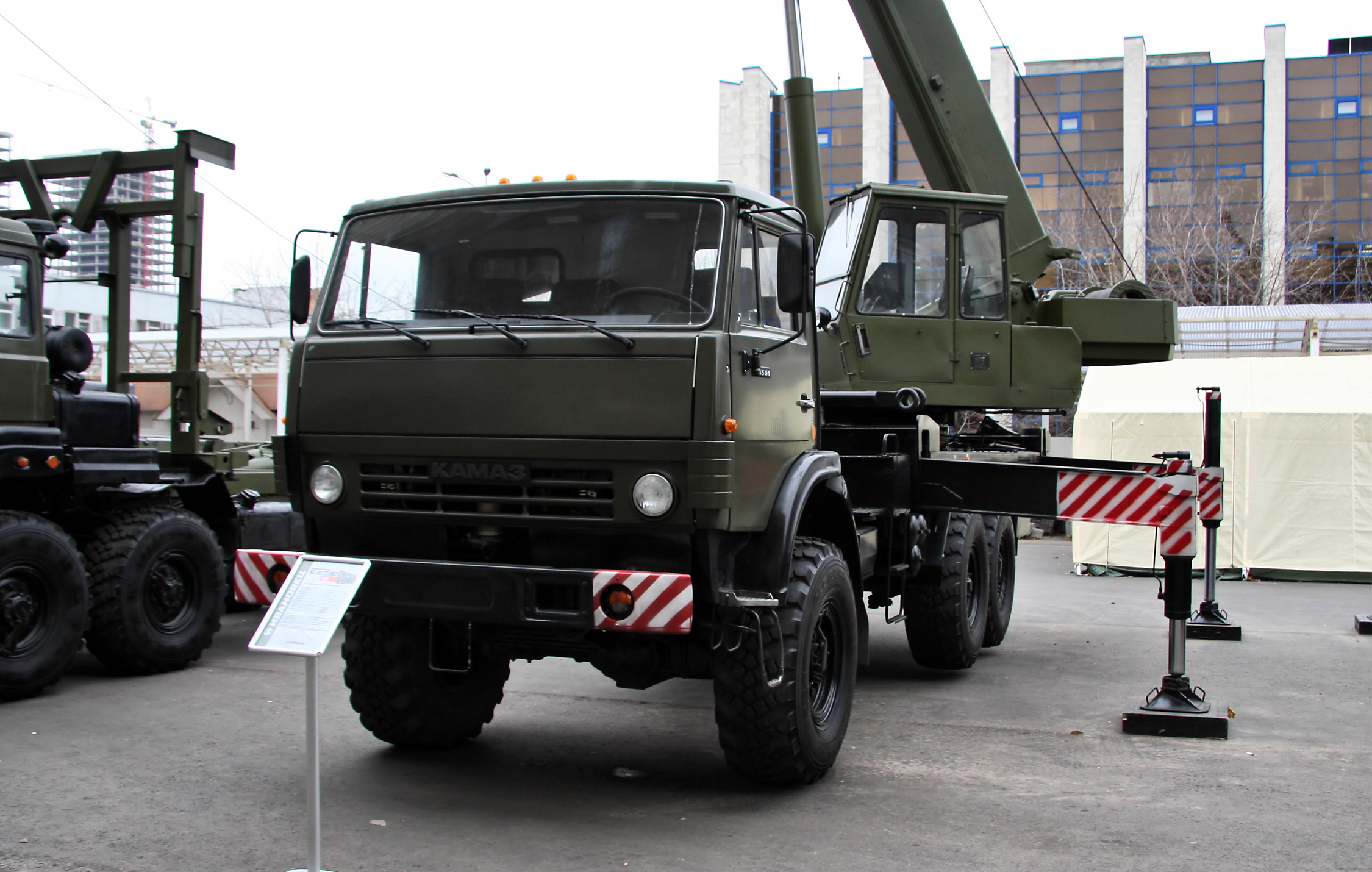
Mobilkran vom Typ KS-45731M2 auf einem KamAZ-53501 (2010)

Bereits 2003, im gleichen Jahr in dem auch der KamAZ-5350 erschien, begann KAMAZ mit der Fertigung des KamAZ-53501. Das Fahrzeug besitzt bei ähnlichem Aufbau eine Nutzlast von zehn Tonnen, was fast doppelt so viel ist wie beim Vorgänger. Ein großvolumiger Dieselmotor aus hauseigener Fertigung von KAMAZ mit knapp elf Litern Hubraum treibt das Fahrzeug an. Auch das Getriebe stammt, im Gegensatz zu Lastwagen, die ausschließlich zivil genutzt werden, aus hauseigener Fertigung. Es handelt sich um ein Fünfgangschaltgetriebe mit nachgeschalteter zweistufiger Untersetzung, wodurch effektiv zehn Gänge zur Verfügung stehen.
Mit großer Einzelbereifung, permanentem Allradantrieb, der Geländeuntersetzung und der Fähigkeit, Gewässer bis 1,75 Meter Tiefe zu durchfahren, ist das Fahrzeug sehr geländegängig. Optisch unterscheidet es sich vom leichteren KamAZ-5350 vor allem dadurch, dass dieser einen guten halben Meter kürzer ist.
Auf Basis des Fahrgestells des KamAZ-53501 wird neben der Standardversion auch ein Feuerwehrfahrzeug gebaut. Bei dem Lastwagen vom Typ AATS-5-40-200-50 handelt es sich um eine Kombination aus Gerätewagen und Drehleiter. Außerdem existiert ein Tankfahrzeug (Typ AZPT-10-53501) und zwei Mobilbagger (Typ EOW-3522 und EOW-3523), die auf dem KamAZ-53501 aufbauen. Optisch ähnlich sind der KamAZ-43114 und der KamAZ-43118, die geschichtlich und konstruktiv jedoch nichts mit dem Fahrzeug zu tun haben.

## Technische Daten
Die hier aufgeführten Daten gelten für Fahrzeuge vom Typ KamAZ-53501. Über die Bauzeit hinweg und aufgrund verschiedener Modifikationen an den Fahrzeugen können einzelne Werte leicht schwanken.
- Motor: Viertakt-V8-Dieselmotor
- Motortyp: KamAZ-740.30-260
- Leistung: 260 PS (191 kW)
- maximales Drehmoment: 1060 Nm
- Hubraum: 10,85 l
- Hub: 120 mm
- Bohrung: 120 mm
- Verdichtung: 16,5:1
- Abgasnorm: EURO 2
- Tankinhalt: 170 + 125 l
- Verbrauch: 28,5 l
- Reichweite: 1000 km
- Getriebetyp: КАМАЗ-154
- Getriebe: manuelles Fünfgang-Schaltgetriebe mit Geländeuntersetzung
- Höchstgeschwindigkeit: 95 km/h
- Antriebsformel: 6×6

Abmessungen und Gewichte
- Länge: 8500 mm
- Breite: 2550 mm
- Höhe: 3110 mm
- Radstand: 3690 + 1320 mm
- Abmessungen der Ladefläche (L × B × H): 5430 × 2470 × 750 mm
- Bodenfreiheit: 390 mm
- Wendekreis: 22,6 m
- Leergewicht: 10.450 kg
- Zuladung: 10.000 kg
- zulässiges Gesamtgewicht: 20.650 kg
- zulässige Anhängelast: 8000 kg
- zulässiges Gesamtgewicht des Zuges: 28.650 kg
- maximal befahrbare Steigung: 31°
- maximal überschreitbarer Graben: 600 mm
- Wattiefe: 1750 mm